# Neekreen District
Neekreen District är ett distrikt i Liberia.   Det ligger i regionen Grand Bassa County, i den centrala delen av landet, 100 km öster om huvudstaden Monrovia.